# Citrus australasica
Citrus australasica (en anglès: Australian Finger Lime, comercialment conegut com a caviar cítric) és una espècie de cítric. És un arbust espinós del sotabosc, o un arbret, que viu a la terra baixa dels boscos plujosos subtropicals i en els boscos secs a la part costanera de Queensland i Nova Gal·les del Sud, Austràlia. Els seus fruits són comestibles i tenen un potencial com a nou cultiu, fins i tot es comercialitzen per al públic en general en vivers italians.
Aquesta planta fa 2-7 metres d'alt. les fulles són petites, 1-6 cm de llargada i 3-25 mm d'amplada, glabres, amb punta i crenades cap a l'àpex. Les flors són blanques amb pètals de 6-9 mm de llarg. El fruit és cilíndric de 4-8 cm de llarg, de vegades lleugerament corbat, es presenta en diversos colors incloent el rosa i el verd.

## Cultiu i usos
Els primers australians ja havien menjat aquest fruit.
Aquest cítric s'ha popularitzat com a menjar d'arbust (bushfood) entre els gurmets. Les vesícules globulars i amb efecte d'efervescència del seu fruit s'han considerat una mena de «caviar de llimona dolça», per a ornamentar o afegir a diverses receptes. El suc del fruit és àcid. La pela del fruit es pot assecar i fer-se servir com espècia saboritzant.

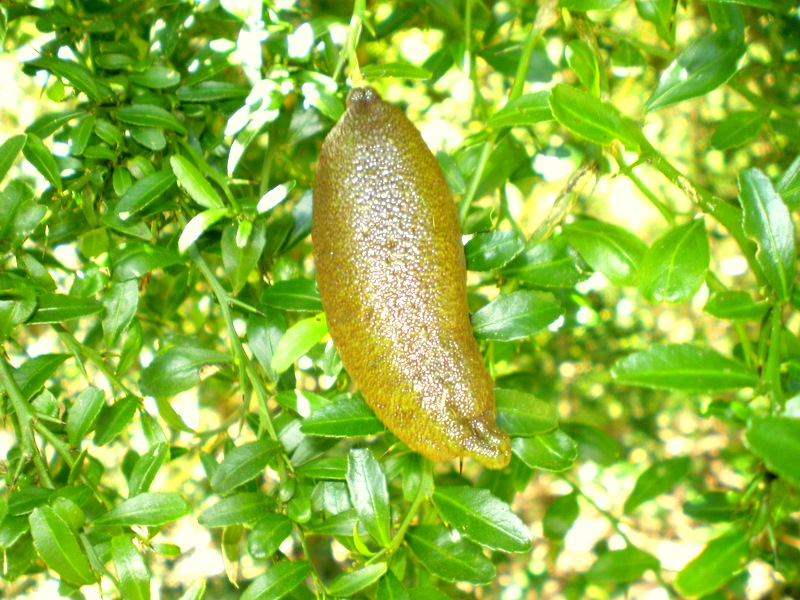
Frit de pèla bruna

El cultiu de Citrus australasica és similar al d'altres espècies de cítrics i té les mateixes malalties que aquests. No és un hoste per a la mosca blanca i també és molt resistent a la malaltia de les arrels Phytophthora citrophthora i això permet fer encreuaments amb altres espècies de cítrics i proporcionar-los aquesta resistència.
El CSIRO també ha desenvolupat diversos híbrids de Citrus creuant C. australasica amb altres espècies de cítrics estàndard. Aquests híbrids han creat molts cultivars que generen colors ben diferents 